# جادالله عزوز الطلحی
جادالله عزوز الطلحی (عربی: جاد الله عزوز الطلحي؛ زاده ۱۹۳۹ – درگذشته ۱۵ ژوئن ۲۰۲۴) یک سیاستمدار و دیپلمات اهل لیبی بود. وی دو بار در سال‌های ۱۹۷۹ تا ۱۹۸۴؛ و سپس در سال‌های ۱۹۸۶ تا ۱۹۸۷ نخست‌وزیر لیبی بود.
جادالله عزوز الطلحی در ۱۵ ژوئن ۲۰۲۴، در سن ۸۵ سالگی درگذشت.